# Franz Cede
Franz Cede (* 1945 in Feldkirch, Vorarlberg) ist ein österreichischer Politik- und Rechtswissenschaftler und Diplomat.

## Biografie
Franz Cede studierte Rechtswissenschaften an der Universität Innsbruck und verblieb nach der Promotion als Universitätsassistent am Institut für Politik und öffentliches Recht. Weiters absolvierte er die School of Advanced International Studies (SAIS) in Bologna und Washington zum Master of Arts in International Relations.
1972 trat er in das Außenministerium ein. Zuerst am Völkerrechtsbüro, später wechselte er in den Auslandsdienst, an den Botschaften Paris, Rabat/Marokko, und den Konsulaten Kinshasa/Kongo und Los Angeles.
1999 wurde er österreichischer Botschafter in der Russischen Föderation, 2003 im Königreich Belgien, mit gleichzeitiger Akkreditierung bei der NATO.
Mitte 2007 trat Franz Cede in den Ruhestand. Er betätigte sich seither als Senior Advisor am Austria Institut für Europa- und Sicherheitspolitik (AIES),
und hielt eine Professur für Diplomatie an der Andrássy Universität Budapest.
Er ist verheiratet und hat zwei Kinder. Seine Tochter Theresa Cede überlebte die Terroranschläge am 13. November 2015 in Paris als Geisel im Bataclan-Theater.

## Publikationen
Franz Cede gilt als Experte der Beziehungen zwischen der EU und Russland, und ist Autor mehrerer Bücher und einer Vielzahl von Publikationen in den Materien Allgemeines Völkerrecht, der Sicherheitspolitik und des Europarechts.

## Auszeichnungen
- 1996: Komtur mit Stern des Päpstlichen Ritterordens des heiligen Gregors des Großen[6]
- 2008: Großes Goldenes Ehrenzeichen für Verdienste um die Republik Österreich[7]